# NGC 815
NGC 815 je galaksija u zviježđu Kit.

## Vanjske poveznice
- SEDS: NGC 815